# Helicobia bethae
Helicobia bethae är en tvåvingeart som beskrevs av Carroll William Dodge 1965. Helicobia bethae ingår i släktet Helicobia och familjen köttflugor. Inga underarter finns listade i Catalogue of Life.